# Opisthoteuthis vossi
Opisthoteuthis vossi är en bläckfiskart som beskrevs av Sanchez och P. Guerra 1989. Opisthoteuthis vossi ingår i släktet Opisthoteuthis och familjen Opisthoteuthidae. Inga underarter finns listade i Catalogue of Life.